# ジェームズ・H・ウィルキンソン
ジェームズ・ハーディ・ウィルキンソン（James Hardy Wilkinson、1919年9月27日 - 1986年10月5日）は、物理学や工学に有益な応用数学と計算機科学の境界領域である数値解析の分野で有名。

## 経歴
イングランドのストルード (w:Strood) で生まれ、理系のグラマースクール Sir Joseph Williamson's Mathematical School に入学。その後ケンブリッジ大学のトリニティ・カレッジをトップの成績で卒業。
1940年から終戦までArmament Research Departmentで戦時下の仕事をした後、1946年にイギリス国立物理学研究所に新設された数学部門（Mathematics Division）に移り、ACEコンピュータプロジェクトに「1と1/2」人として、アラン・チューリングと共に取り組んだ（1人は言うまでもなくチューリングその人のことである。ウィルキンソンが1/2人というのは、もうひとつの別のsectionと兼任だったという意）。後述するチューリング賞を1970年に受賞した際の受賞講演では、1967年の受賞者ウィルクスが「自分の後の受賞者にはチューリング本人を知る者はあらわれないかもしれない」とやはり講演で述べたことの反例となったと言及した上で、講演の半分ほどをチューリングについて述べた（ACEに関係することなどの他、よく知られているような計算理論ばかりではなく丸め誤差についての論文があることも指摘している）。
その後ウィルキンソンは数値解析の分野に興味を持つようになり、1970年にNAG (Numerical Algorithms Group) が活動を開始し、様々なアルゴリズムを生み出した。
1969年王立協会フェロー選出。

## 受賞
1970年、「高速なデジタルコンピュータを利用した数値解析に関する研究と線形代数と誤差解析の処理に関する深い洞察に対して」チューリング賞を受賞した。また同年、SIAM (学会)でのジョン・フォン・ノイマン記念講演の講演者に選ばれた。
また、ウィルキンソンの栄誉を称えて ジェームズ・H・ウィルキンソン賞 が創設されている。

## 家族
ウィルキンソンは1945年にヘザー・ウェアと結婚。息子と娘を1人ずつもうけたが、娘はウィルキンソンより先に亡くなった。